# 王乃坤
王乃坤（1953年9月—），女，天津人，中华人民共和国官员。

## 生平
1972年12月，王乃坤参加工作。1976年7月加入中国共产党。王乃坤毕业于中共中央党校，研究生学历。王乃坤历任黑龙江省哈尔滨市第92中学教师，全国妇联权益部主任科员，全国妇联办公厅调研处副处长、调研员、处长，全国妇联宣传部副部长、部长，全国妇联办公厅主任，全国妇联书记处书记、党组成员。
后来，王乃坤调任中国残联第五届主席团副主席、党组副书记、常务副理事长。她是第十一届全国政协委员，第十二届全国人大常委会委员。